# 840
840 (DCCCXL) var ett skottår som började en torsdag i den julianska kalendern.

## Händelser

### Okänt datum
- Vid denna tid drivs biskop Gautbert och de kristna bort från Birka. Gautbert blir senare biskop av Osnabrück.
- Arabiska författare uppger att nordbor (ruser) gör handelsfärder på de ryska floderna till Kaspiska havet och sedan till Bagdad.

## Födda
- Theodor II, påve i december 897.
- Rikardis (tysk-romersk kejsarinna)

## Avlidna
- 20 juni – Ludvig den fromme, kung av Frankerriket och romersk kejsare sedan 814